# Ladder match

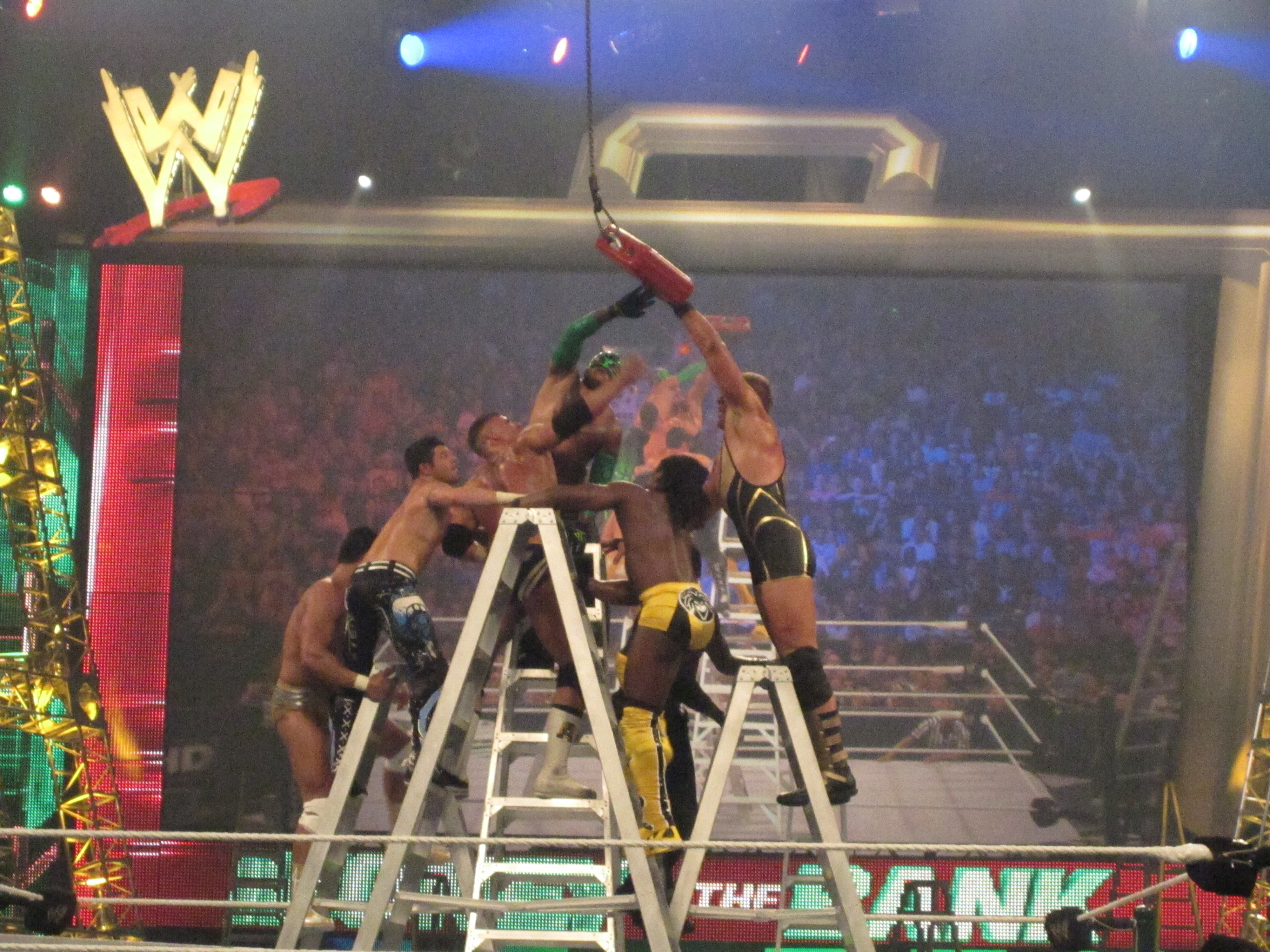
Een ladder match

Een ladder match is een wedstrijdtype in het professioneel worstelen waarbij een ladder gebruikt wordt. In dit type wedstrijd wordt vooraf een bepaald voorwerp hoog boven de ring gehangen. Het doel van de wedstrijd is normaal gesproken om de ladder te beklimmen en het voorwerp te pakken. Meestal gaat het hier om een kampioenstitel of een felbegeerd contract in een symbolische koffer. Dit wedstrijdtype wordt regelmatig gehouden als climax van een verhaallijn.
Aan het begin van de wedstrijd ligt de ladder meestal onder de ring. De wedstrijden worden vaak wild en heftig, omdat er meestal gevochten wordt onder hardcore regels. De worstelaars mogen de ladder dus ook als een wapen gebruiken om hun tegenstanders te slaan, of als een lanceerbaan voor acrobatische aanvallen. Deze wedstrijden staan dan ook bekend om spectaculaire momenten ('spots') zoals indrukwekkende vallen van de ladder.
Sommigen beschouwen ladder matches hierom als spotfests, waarin de worstelaars maar door blijven gaan met ijzingwekkende sprongen voor het vermaak van het publiek, zonder na te denken over hun eigen gezondheid en veiligheid. Promotors hebben hierom soms moeite met ladder matches: hun worstelaars kunnen sneller geblesseerd raken als gevolg van mislukte stunts.
Er bestaat ook een variant op deze wedstrijd waarbij een wapen boven de ring gehangen wordt en de wedstrijd doorgaat in een tweede fase, waarin het wapen gebruikt wordt door de worstelaar die het in zijn bezit heeft gekregen. De wedstrijd eindigt dan wanneer een worstelaar zijn tegenstander weet te pinnen. In team matches wordt dit privilege meestal doorgegeven aan de andere leden van het team.
Een opvallend voorbeeld van deze variant is de ECW "Stairway to Hell" match, met als speciaal wapen een kendostok gewikkeld in prikkeldraad. Een ander opvallend voorbeeld vond plaats in WCW in het einde van de jaren 90. Hierbij werd als wapen een stun-gun boven de ring gehangen.

## Oorsprong
In tegenstelling tot wat vaak wordt aangenomen, is de klassieker tussen Shawn Michaels en Razor Ramon tijdens WrestleMania X niet de eerste ladder match ooit. De ladder match was ook niet een oorspronkelijk idee van World Wrestling Entertainment.
De ladder match was een idee van Dan Kroffat van Stampede Wrestling in Canada. In september 1972 vocht Kroffat tegen Tor Kamata in de eerste ladder match ooit, waarbij het voorwerp boven de ring een zak geld was. Kroffat won de wedstrijd en gooide een deel van het geld in het publiek.
In juli 1983 hield Stampede Wrestling een andere ladder match waarbij het object opnieuw een zak geld was. Deze keer vocht Bret Hart tegen Bad News Allen (beter bekend als Bad News Brown in WWE). Deze wedstrijd is opmerkelijk omdat Hart later in WWE (toen nog WWF) ging werken en het idee voor dit type wedstrijd aan promotor Vince McMahon doorgaf. McMahon nam Harts suggestie ter harte en boekte een ladder match tussen Hart en Shawn Michaels voor het WWF Intercontinental Championship op 21 juli 1992. Minder dan twee jaar later bleek de ladder match de perfecte keuze voor de wedstrijd tussen Razor Ramon en Shawn Michaels tijdens WrestleMania X. Hun wedstrijd was van zo'n hoge kwaliteit dat het concept van de ladder match sindsdien zeer vaak is gebruikt.

## Andere varianten
- King of the Mountain match - Deze variant is in feite een omgekeerde ladder match. De winnaar is de eerste persoon die een ladder beklimt en een voorwerp aan een draad boven de ring weet te hangen. Deze variant is vooral populair in NWA-TNA.

- Money in the Bank Ladder Match, waarmee de wedstrijdwinnaar gedurende een jaar op elk moment een match kan aanvragen om een WWE-kampioenschap naar keuze. Deze variant werd voor het eerst gehouden tijdens WrestleMania 21 en lijkt nu een vast onderdeel van WrestleMania te worden. De eerste twee winnaars van de wedstrijden waren Edge en Rob Van Dam. Beiden slaagden er overigens in de kampioen te verslaan die ze hadden uitgedaagd.

- Tables, Ladders and Chairs match - In deze variant wordt (naast ladders) het gebruik van tafels en stoelen ook toegestaan en aangemoedigd. Meestal wordt hiernaar verwezen als TLC matches.